# Una mujer cualquiera (película)
Una mujer cualquiera es una película española de 1949 dirigida por Rafael Gil, basada en la obra de teatro homónima, de Miguel Mihura.

## Sinopsis
Una mujer que se encuentra sola pretende salir adelante por sí misma, pero precisamente su belleza se lo obstaculiza porque todos los hombres la ven como un instrumento de placer, y su única salida es "hacer la calle". Conoce entonces a Luis, que la va a meter en un gran lío, convirtiendo su vida en una frenética carrera de obstáculos.